# Systoloneura randiae
Systoloneura randiae är en fjärilsart som beskrevs av Lajos Vári 1961. Systoloneura randiae ingår i släktet Systoloneura och familjen styltmalar. Inga underarter finns listade i Catalogue of Life.